# Facharzt für Kinder- und Jugendmedizin
Facharzt für Kinder- und Jugendmedizin, auch Kinder- und Jugendarzt/Kinder- und Jugendärztin, ist in Deutschland die offizielle Bezeichnung für einen Facharzt, der sich auf die ärztliche Tätigkeit im Gebiet Kinder- und Jugendmedizin spezialisiert hat. 

## Gebiet Kinder- und Jugendmedizin
Das  Gebiet Kinder- und Jugendmedizin umfasst nach der Definition der deutschen Weiterbildungsordnung die Prävention, Diagnostik, Therapie, Rehabilitation und Nachsorge aller körperlichen, psychischen und psychosomatischen Erkrankungen, Verhaltensauffälligkeiten, Entwicklungsstörungen und Behinderungen des Säuglings, Kleinkindes, Kindes, Jugendlichen und Heranwachsenden in seinem sozialen Umfeld von der pränatalen Periode bis zur Transition in eine Weiterbetreuung.

## Facharzt-Weiterbildung
Um in Deutschland als Facharzt für Kinder- und Jugendmedizin tätig werden zu können, muss nach dem Abschluss eines Medizinstudiums und erteilter Approbation als Arzt eine mindestens fünfjährige Weiterbildung im Gebiet Kinder- und Jugendmedizin mit Erfolg absolviert worden sein.  Die Berechtigung zur Führung einer Facharzt-, Schwerpunkt- oder Zusatzbezeichnung wird nach einer mündlichen Prüfung von der zuständigen Landesärztekammer erteilt.
Die Weiterbildung muss an zugelassenen Weiterbildungsstätten absolviert werden: mindestens
- 60 Monate Kinder und Jugendmedizin, davon
  - müssen 6 Monate in der intensivmedizinischen Versorgung von Kindern und Jugendlichen abgeleistet werden
  - können zum Kompetenzerwerb bis zu 12 Monate Weiterbildung in anderen Gebieten erfolgen, sowie
- Kurs-Weiterbildung Psychosomatische Grundversorgung im Umfang von 80 Stunden.

Bei der Anmeldung zur Weiterbildungsprüfung müssen der zuständigen Ärztekammer sämtliche Nachweise über die erfüllten Mindestanforderungen vorgelegt werden. Dazu gehören auch die Logbuch-Dokumentationen über alle durch die MWBO vorgegebenen Inhalte der Weiterbildung. Zur Weiterbildungsprüfung muss man darlegen, dass man über die entsprechenden Kenntnisse, Erfahrungen und Fertigkeiten in Kinder- und Jugendmedizin verfügt.
Schwerpunktkompetenzen und Zusatzbezeichnungen erfordern eine zusätzliche Ausbildung in speziell dazu ermächtigten Einrichtungen und können nur nach der Facharztweiterbildung erworben werden. Wie die Facharztausbildung sind auch hier die Ausbildungsinhalte und -zeiten von den Landesärztekammern festgelegt.

## Schwerpunkte im Gebiet Kinder- und Jugendmedizin
Im Gebiet Kinder- und Jugendmedizin besteht die Möglichkeit, sich nach der Anerkennung als Kinder- und Jugendarzt durch eine jeweils 24 Monate dauernde Weiterbildungszeit in folgenden Schwerpunkten zu spezialisieren: Hämatologie und -Onkologie, Kardiologie, Neonatologie und Neuropädiatrie.

### Kinder- und Jugend-Hämatologie und -Onkologie
Die Kinder- und Jugend-Hämatologie und -Onkologie befasst sich mit den Blut- und Krebserkrankungen beim Kind und Jugendlichen

### Kinder- und Jugend-Kardiologie
Kinder- und Jugend-Kardiologie-Diagnostik und nicht-operative Behandlung der angeborenen Herzfehler, der erworbenen Herzfehler, der Herzrhythmusstörungen und der Herzmuskelerkrankungen

### Neonatologie
Neonatologie – Versorgung von Frühgeborenen und erkrankten Neugeborenen. Intensivmedizinisch ausgerichtetes Teilgebiet (siehe auch Perinatologie, Perinatalzentrum)

### Neuropädiatrie
Neuropädiatrie – Diagnostik und Behandlung der Erkrankungen des kindlichen Nervensystems

## Zusatzweiterbildungen
Fachärzte für Kinder- und Jugendmedizin haben die Möglichkeit, sich durch Zusatzweiterbildung in den Bereichen Endokrinologie und Diabetologie, Gastroenterologie, Nephrologie, Pneumologie, Rheumatologie sowie in Transplantationsmedizin zu qualifizieren.

### Kinder- und Jugend-Endokrinologie und -Diabetologie
Die Zusatzweiterbildung Kinder- und Jugend-Endokrinologie und -Diabetologie umfasst in Ergänzung zur Facharztkompetenz die Prävention, Erkennung, Behandlung und Rehabilitation von Erkrankungen der inneren Sekretion einschließlich ihrer Komplikationen des Säuglings, Kleinkindes, Kindes, Jugendlichen und Heranwachsenden in seinem sozialen Umfeld von der pränatalen Periode einschließlich der Transition in eine Weiterbetreuung.
Als Mindestanforderungen zum Erlangen der Zusatz-Bezeichnung werden genannt:
- Facharztanerkennung für Kinder- und Jugendmedizin und zusätzlich
- 24 Monate Weiterbildung in Kinder- und Jugend-Endokrinologie und -Diabetologie in anerkannten Weiterbildungsstätten. Die Weiterbildungsinhalte sind in der Muster-Weiterbildungsordnung (MWBO) festgelegt.[2]

### Kinder- und Jugend-Gastroenterologie
Nach der Muster-Weiterbildungsordnung 2018 umfasst die Zusatz-Weiterbildung Kinder- und Jugend-Gastroenterologie in Ergänzung zur Facharztkompetenz die Prävention, Erkennung, Behandlung und Rehabilitation von angeborenen und erworbenen Erkrankungen des Verdauungstraktes, der Leber, der Bauchspeicheldrüse und ernährungsassoziierter Störungen des Säuglings, Kleinkindes, Kindes, Jugendlichen und Heranwachsenden in seinem sozialen Umfeld von der pränatalen Periode einschließlich der Transition in eine Weiterbetreuung.
Als Mindestanforderungen zum Erlangen der Zusatz-Bezeichnung werden genannt:
- Facharztanerkennung für Kinder- und Jugendmedizin und zusätzlich
- 24 Monate Weiterbildung in Kinder- und Jugend-Gastroenterologie in anerkannten Weiterbildungsstätten. Die Weiterbildungsinhalte sind in der MWBO festgelegt.[3]

### Kinder- und Jugend-Nephrologie
Die Zusatz-Weiterbildung Kinder- und Jugend-Nephrologie umfasst in Ergänzung zur Facharztkompetenz die Prävention, Erkennung, konservative Akut- und Langzeitbehandlung und Rehabilitation von Erkrankungen der Niere und ableitenden Harnwege des Säuglings, Kleinkindes, Kindes, Jugendlichen und Heranwachsenden in seinem sozialen Umfeld von der pränatalen Periode einschließlich der Transition in eine Weiterbetreuung. Als Mindestanforderungen zum Erlangen der Zusatz-Bezeichnung werden genannt:
Facharztanerkennung für Kinder- und Jugendmedizin und zusätzlich 24 Monate Weiterbildung in Kinder- und Jugend-Nephrologie.

### Kinder- und Jugend-Rheumatologie
Die Zusatz-Weiterbildung Kinder- und Jugend-Rheumatologie umfasst in Ergänzung zur Facharztkompetenz die Prävention, Erkennung, konservative Behandlung und Rehabilitation von Erkrankungen des rheumatischen Formenkreises einschließlich der entzündlich-rheumatischen Systemerkrankungen des Säuglings, Kleinkindes, Kindes, Jugendlichen und Heranwachsenden in seinem sozialen Umfeld von der pränatalen Periode einschließlich der Transition in eine Weiterbetreuung.
Mindestanforderungen zum Erlangen der Zusatz-Bezeichnung: Facharztanerkennung für Kinder- und Jugendmedizin und zusätzlich 24 Monate Weiterbildung in Kinder- und Jugend-Rheumatologie.

### Zusatzweiterbildungen für Gebiete der unmittelbaren Patientenversorgung
Darüber hinaus können Kinder- und Jugendärzte sich in allen Zusatz-Weiterbildungen qualifizieren, die Fachärzten der Gebiete der unmittelbaren Patientenversorgung vorbehalten sind.